# Тип 96 (бронетранспортёр)
Тип-96 (яп. 96式装輪装甲車 Кюрокусики сорин сокося) — японский колёсный бронетранспортёр с колёсной формулой «8х8/4».

## История
Тип-96 создан для замены устаревшего Тип-73 и принят на вооружение Сухопутных сил самообороны в 1996 году. Основные производители – автозаводы  Комацу и «Мицубиси.

## Описание

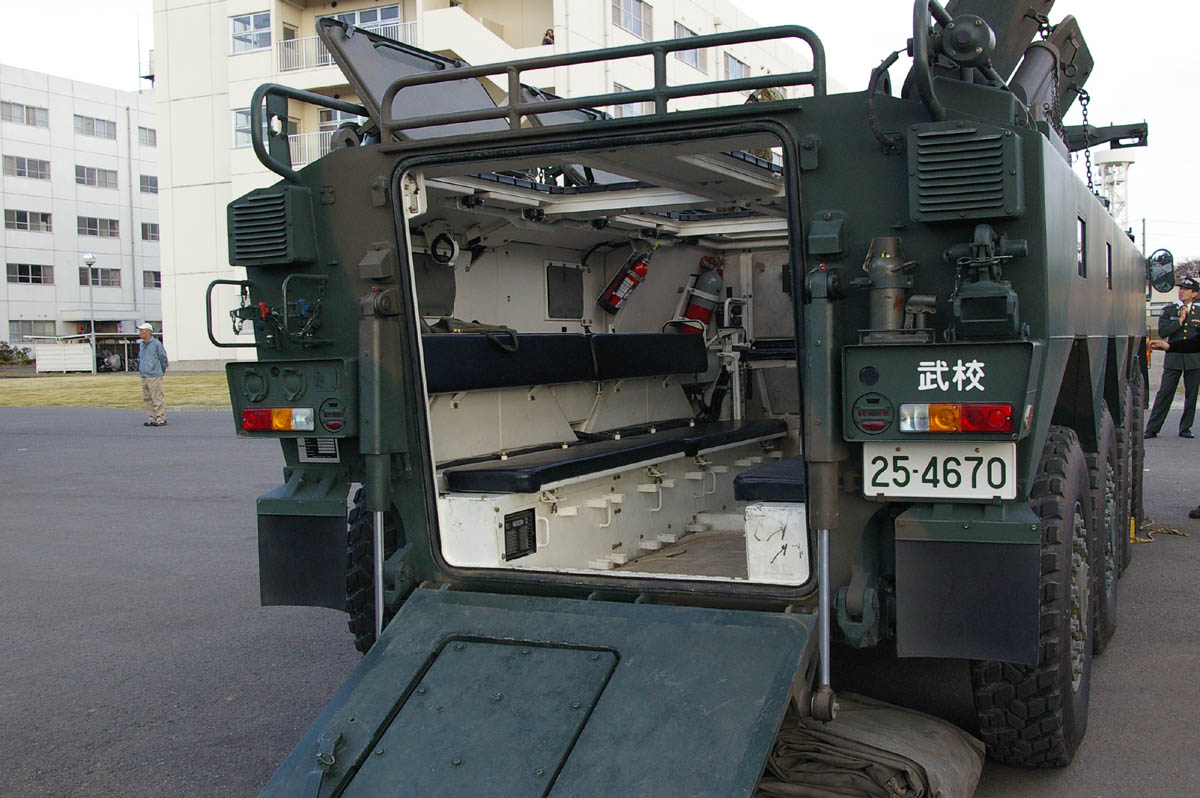
Вид сзади с открытой аппарелью

БТР обладает средней (для своего класса) бронёй и низким профилем. Корпус цельносварной с моторным отсеком в передней части по левому борту. Выхлопная труба находится на левой стороне корпуса на крыше. Экипаж два человека, десантное отделение рассчитано на восемь бойцов.
Место водителя в передней части справа и снабжено открывающимся назад люком. Место оборудовано тремя перископами прямого наблюдения. Центральный перископ можно заменить пассивным перископом для вождения в ночное время.
Место командира сзади от водителя в командирской башенке с дневными перископами кругового обзора и также с открывающимся назад люком.

## На вооружении
- Япония — 381 ед. (на 2022 г.) [4].